# 三哲神社
三哲神社（さんてつじんじゃ）とは、秋田県大館市十二所の三哲山にある神社。江戸時代の医師である千葉上総介秀胤（三哲）を祀っている。三哲山（さんてつやま）は三哲神社が鎮座する山。ここでは双方を記述する。

## 三哲神社由来
三哲神社の祭神の千葉秀胤は、千葉一族で。幼名を下戸前("しもとまえ"と読む)小太郎と言い、岩手県二戸郡福岡（現二戸市）の生まれであったとされている(他説では、九戸氏所領だった、現・岩手県九戸郡軽米町小軽米村で生まれとも在る)。先祖は藤原を名乗り、元は南部領の下戸前に居住し、下戸前を姓にしていた。父弥兵衛の時代に九戸の乱が発生。父弥兵衛はこれに荷担し、戦に敗れて没落し、福岡にかくれていた。この時に秀胤が生まれた。寛文元年（1624年）には下戸前常政とも呼んでいた。
幼少から物覚えがよく、多くを知っていて考えの鋭い子であった。若い頃、江戸に出て学問に励み、文学と武芸には特に優れていた。また医術は丹波の派に修行をして、極めてよく当時の人々を救った。医号を三哲、学号を玄秀といい、当時の人々から三哲と言われていた。三哲の体格は強大剛勇の反面、同情心が厚く貧困者の救済に考えを巡らしていた。強者の横暴をくじき弱者に同情する義侠心があった。寛文5年の42歳の時に、鹿角の大湯に移り、千葉家に寓居して千葉氏を名乗った。翌年に十二所に来て、宍戸源左衛門や菊池茂右衛門の両家に居住し、武芸を教え、医業を開いていた。毎日一本歯の下駄をはき、大滝温泉に通い湯治した姿は、奇人変人のようにも思う人もいたが、医書を著していて、町民からは非凡人として尊敬されていた。
十二所に来た秋田藩家老の梅津半右衛門が病気になった際には、三哲は直ちに治療をした。その時、弓矢が優れていると言われていたので、それを見ようと十二所城主の塩谷氏は三哲に50間（約90m）離れた尺的(33cm)を射させた。三哲は見事に命中させた。梅津半右衛門は感激して、200石で三哲をかかえよと勧めたが、三哲は従わなかった。また、武芸の達人と聞いて各方面から武者が仕合を申し込んだが三哲にはとうてい敵わなかった。
三哲は大湯から十二所に移った後、宍戸家に居宅中に常に木工を好んでいた。たまたま、武田氏が三哲の門人となって木工を伝えていたときに、木工は老人になれば続けられないといい、医術を代わりに伝えた。後に武田氏は武田三益が祖となり、代々医師となって三の字を号として後の十二所城主茂木氏のかかえ医師となった。その子孫は昭和の時代まで十二所の医師として活動していた。三哲は薬代は富豪から取り、貧人の病人からは一銭も取らなかった。そのため世間では大変ほめる人もあったが、悪口不平を言う人も多かった。武士からは薬代は収納米で取る契約になっていたが、三哲は大滝にいて、十二所からの収納米を馬から下ろし領収書を持たせて地主に渡したことがしばしばあった。
十二所城主塩谷民部重綱が重病のとき三哲に治療を頼んだ。その時三哲は自分の薬法を用いれば必ず全治するが、その謝礼は米数石を出すようにと言った。塩谷氏は快諾したので、さっそく治療にとりかかり数日で彼は全快した。しかし約束を果たすように再三申し入れたが、塩谷氏は言を左右にして一向に応じなかった。やむを得ず、三哲は歳末に大滝から十二所への上納米を差し押さえて貧民に与えた。また、佐藤儀右衛門は当時極めて富裕だったが、欲深くけちであった。佐藤氏の妻が難産で苦しんだ時、三哲はこれを治し女子を安産させた。三哲は佐藤氏からの謝礼が甚だ少なかったので非常に怒った。2・3年後また佐藤氏の妻の難産が起こったとき、三哲は請われても前回のことを言って応じなかった。そこで佐藤氏は人を通じて半金を出し、快気の後で半金を出す約束をしたので、三哲はこれに応じた。結果、佐藤氏の妻は安産で母子共に救われた。ところがその後、三哲が残金を佐藤氏に請求したが支払われなかったので、再三要求すると佐藤氏はやっと知行（年貢）収納の際に、大滝で支払うことの約束をした。ところが佐藤氏は時がたっても渡さず、一向に応じようとしなかった。三哲は大いに怒って、佐藤儀右衛門への運送米を大滝で取り押さえて領収書をあたえた。
三哲は学問があり、武芸にも優れ、人々に威張り、極めて横暴で誰も取り締まれない強い者であるという評判だった。そこで城主は小川郷右衛門、斎藤福助、奈良角右衛門の三人を捕手に命じた。三人は三哲の動向をたえず探っていた。6月15日十二所のある家から薬代のお礼として酒と鱒が三哲に送られた。三哲は大いに酔って、大滝温泉に入った。機を見て、三人は三哲を襲ったが、三哲は湯に隠れて見えなかった。角右衛門が棒で湯をかき回し、そのありかを知る。三哲が浮かび上がるのを戸の陰に隠れていた2人のうち福助（三哲から棒術を習っていた）が走り寄って素早く腕を打った。三哲は酔った上に裸で思うにまかせず、福助の棒術で体は損傷し倒れてしまった。彼らは三哲を縛り上げ、担架のようなものに乗せて十二所まで運んだ。途中で三哲は福助に水を求めて「以下をいつも懇意にしている人に伝えてくれ。えぞが森（三哲山）の前山に葬ってくれ。罪がない者が殺されるのは無道だ。もしも、3年の内に私を祭らなかったら、十二所を焼く。自分は日頃の恩には報いるし、仇にも報いる。もし自分の言葉に結果が出たら、霊があるものとして祀ってほしい。」と言い後は何も言わなかった。宮廷に出して聞いても何も答えない。翌16日にも何も答えが無かったので、三哲のはかりごとと考え、縄をほどかなかった。三哲は翌17日にはそのまま息絶えていた。
人々はあわれと思ったが、官を恐れてそのままになっていたが、上新町の住民が官に願い夜に遺言のえぞが森（三哲山）に葬った。そこが三哲の墓地になり、その後年数が経って三哲神社として祀ることになった。その後、1764年（延宝4年）に十二所に大火があり、また時々火災も発生した。三哲に懇意にしていた人は除かれての大火に住民は不安であった。十二所の支配者であった塩谷氏は他の不正事件が明らかになり角館に転住させられた。佐藤儀右衛門も不正事件で重罪になった。捕り手をした者も大熱を発し「三哲」の言葉を発し病んだり、子孫が若死にするなどがあって、人々は心から恐れて神として祀ったので、禍もなくなったという。
南部藩と秋田藩の国境論争が起きたときには宍戸氏は三哲の考えを取り入れ山役の功もあって、三十石の加禄を果たした。武田氏は三哲の妙薬によって病を免れ子孫も繁栄し、菊池氏も大病を三度免れ、幸いを得たものが数知れなかったという。十二所城主塩谷氏は上級の官には「三哲は南部産で、文武医の三道をかね、行動から見て秋田に来たのは密偵であるとみた。調べのために捕らえようとして打った結果死亡したものである」と報告した。転封はその祟りではないかとされた。

## 三哲神社

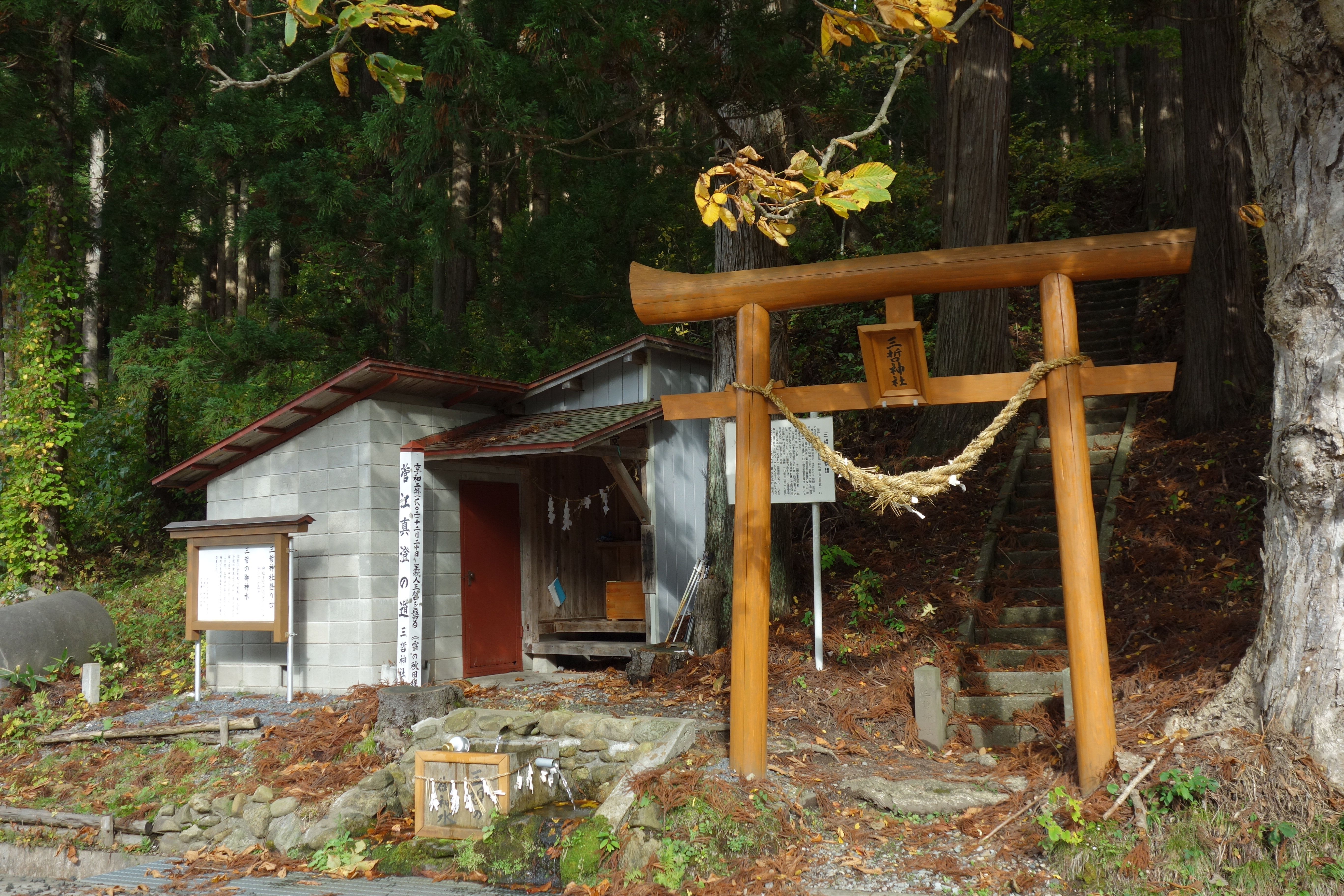
三哲神社瑶拝所

今の三哲神社の社地は常にそこで武芸を習得し、書を読んだところで平素「自分が死んだらこの地に葬れ」と言っていた所である。今、山の中腹から神社脇に来ている口すすぎの水は三哲が引いて来た水である。神社には褌と雪駄が奉納されている。これは大滝温泉で不意を打たれた際には、褌も雪駄もつける暇が無かった不運への住民の同情心である。木彫りの手足が机上に奉納されているが、これをもって自分の病巣と思われる所をなでると病魔を除くと言われている。
十二所の長興寺の記録では15代の無道愚閑和尚が引導し焼香して埋葬したとある。32代の和尚が「哲明院大誉了心居士」と戒名を与え、明治29年6月に石塔の戒名が摩耗したので神号にあたらめたという。明治元年3月25日の野火で墓所、魂屋、長床が焼失、34代和尚が米5斗を寄付し堂が再建された。さらに、昭和17年に8月に失火によって焼失した社殿が再建された。
現在の三哲神社は三哲山の中腹にある。三哲山の南の麓には瑶拝所（北緯40度12分59.76秒 東経140度41分06.49秒 / 北緯40.2166000度 東経140.6851361度）が、三哲山山頂には三哲神社奥宮跡がある。

## 菅江真澄の記録
菅江真澄は1802年（享和2年）12月十二所に着いて、三哲山と三哲神社の記録を残している。
20日雪が降り続いていたが、今日は晴れたので出発して十二所に着いた。左手に神明社があった。道の途中にある平内という村は、雪がとても深い。どんどん行くと、一本杉の神がいる。ここは八頭権現と言って、淤加美神を祭っている。しばらく行くと、道の右手に雪が降り積もる小松原がある。これも神明宮を祭っている。里のそばの餌取が住んでいるかたわらに、高い丘があって、愛宕の神の祠がある。里中の高岨には十二天という小さな社がある。それゆえに十二所と言うのだろうが。また、天文(1532-55)年間に比内浅利氏の知行地で三千五千刈の税を受けた十二所信濃某という人が住んでいたとか。そのための里の名かも知れない。
ここは、蝦夷が森という高山の麓で、陸奥花輪、毛馬内などという地方にも関所があるが近い所である。この蝦夷が森の落窪（床が低くなっている部屋）と見える所に、雪が降り積もる神社がある。ここは、慶安(1648-52)、承応(1652-55)の昔に、陸奥の九戸の近辺から、いずれかにさまよう人々がいたが、千葉上総之介某という武士も十二所に住んだ。常に立派な行いだけを行って、考えも確かであったが、人情深く、正直なことは竹のようであった。医師となって三徹という。三徹が薬を与えるのに、その効果が無いことはなかった。いつも一本歯の木の下駄を履き、夏冬と言わず大滝温泉に来て、毎日入浴して帰るなど、世の中の人とは異なる行為をしていた。移り気な人であるという人もいた。
ある年の秋、不作になって世の中がうまくいかず、人々皆憂いた。10月の中頃、三徹は大滝村に来て、物成（税）として、租税の米を馬に負わせ、まだら雪を踏み十二所に運ぶ路を避けきれず連なって進むのを、三徹は声を大きくして「城主の命令でないと止まらないのか。ここに止まれ」と言って、みな止めさせ、自分の手で証文を取り、止めた米を貧しい人に与えた。私は一人罪を受けると言った。まるで、汲黯が主人の命令を取り下げ、河内の倉を開いて、貧しい民に栗を与えて、里を活気あるようにしたのと同じで、馬鹿な人の行為ではない。遂に捕縛されて、牢に入れられ、殺された。死に際に、私の命が亡くなったら、屍体は蝦夷が森に埋めてくれと言い残した。その言葉を守った人の送り塚だという。荒ぶる神となってたたりがあったら、そこに社を建ててくれと言い、三徹の御霊とあがめ敬い、病がある人は必ずその山に登って、山で精進をした。「私は病気治癒を祈れば、速やかに結果が得られるだろう。」水無月の17日は、三哲が死んだ日でなので、人が多く参拝するという。

## 船遊亭扇橋の記録
船遊亭扇橋は、1841年（天保12年）この地方を訪れ、『奥のしをり』に三哲神社を記録している。
大滝から見ると、十二所の向こうに三哲山という山がある。ここには昔、南部から来た三哲という医者がいた。武芸、学問に秀で、十二所の領主、家中、町の人まで教えを受けたが、領主をはじめ誰からも礼物がなかったのを怒り、領主の年貢米が蔵に運ばれる途中を襲って奪った。それで、領主から捕り手を差し向けられたが、手ごわくて捕らえられなかった。その後、三哲が大滝へ湯治に行った時、湯に入っているのを殺そうと、槍で腿を突き刺したが、三哲が刺客を捕まえて投げつけたので、皆逃げ去った。そこに三哲の弟子六人が残り、三哲を介抱したのに対し、三哲が「我を向こうの山に連れて行け」というので、弟子たちが三哲の手を引いてようやく連れて行った。その途中で、これを見て笑った者がいて、その子孫は今になって身障者になっている者もいるという。さて、それから三哲は、山に登って穴を掘らせ、その中に入って切腹して果て、そのままそこに埋められた。その年、十二所に一人の老人が「どんな病気にも効能がある」という薬を売りに来た。みんながそれを買って、手箱や押し入れなどへ入れておいたところ、そこから火が出て、武家の屋敷も、町家も残らず焼き払い、翌年、ようやく建て替えができたのだが、またまた火が出て残らず焼けてしまった。さらにその翌年、今度は三哲の死んだ山から火玉が出て武家の屋敷へ飛び、そこからまた町家が残らず焼けた。しかし三度とも、三哲を介抱した六人の家は大火の中でとびとびに焼け残った。領主の茂木氏も、これはすべて三哲の祟りだろうと察し、三哲を神として三哲山大明神と祀り上げた。それからはなんの災いもなくなった。毎年六月十八日がお祭りで、参詣する人が多いという。これは、百七、八十年前のことであるという。（三哲という人は、南部の九戸の左近監殿の身内で、千葉上総之助といって、九戸の乱の落人で、十二所へ来てから三哲と名乗り、医者となったそうだ）
また、十二所から半里、三哲山から南の方に別所村という村がある。大変な山の中だが、家の数は五、六十軒もあるだろうか。この村人も九戸の乱の落人で、周辺とは村の言葉も別で、農業、山仕事に出る時の弁当を入れる袋を「武者袋」というそうだ。そのほか、いろいろ別な言葉があるという。これはすべて九戸の落人の証拠で、何事も周辺の村とは別なので「別所村」というのだ。

## 相馬大作事件
三哲の元の名字「下斗米」と同じ名字を本名に持つ相馬大作こと下斗米秀之進は1821年に相馬大作事件を起こす。下斗米秀之進の事例では三哲と同じく大滝温泉で事件のキーとなる出来事が起きている。
長谷川伸の『相馬大作と津軽頼母』によると、下斗米秀之進の陰謀が露見したのは文政4年2月19日（1821年）に、秀之進が雇っている刀匠の徳兵衛に大滝温泉で偶然出会い、秀之進は徳兵衛に運搬役として荷物を預け、その荷物の中身の多数の竹で作った鉄砲（１発ずつしか撃てないが殺傷能力あり）を徳兵衛とその仲間の刀匠の嘉兵衛に見られたからである。
また、襲撃予定直前の4月19日に徳兵衛は用事があり、大滝温泉に泊まっていた下斗米秀之進一行に追いつく。その時すでに、嘉兵衛は津軽藩に犯行を通報していたため、津軽藩の密偵が大館で調査を行っていた。そのためその日、大滝温泉に一行が集まった時点でその情報が伝わり、徳兵衛はかなり疑われる。その疑惑を晴らすために徳兵衛は大滝温泉から4月23日の犯行予定現場の岩抜山、そして失敗後に下斗米秀之進の屋敷がある二戸郡福岡まで同行せざるをえなかった。襲撃が未遂に終わった後に、徳兵衛は津軽藩に脱出し、江戸まで津軽藩士と同行し犯行の一部始終を裁判の場で証言する。

## 三哲山

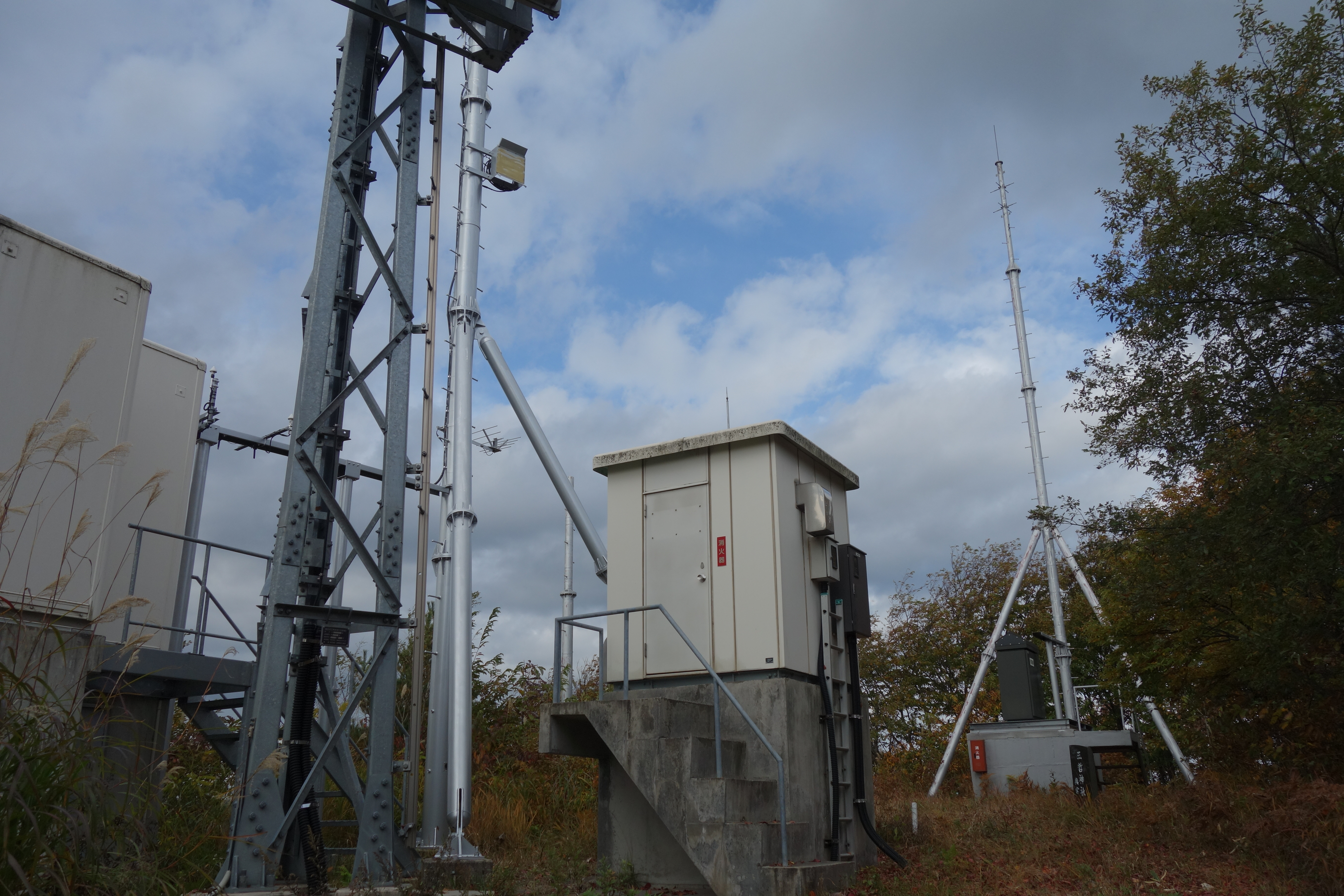
三哲山山頂

三哲山の山頂には三哲神社奥宮の碑と十二所テレビ中継局がある。各社の携帯電話の電波塔が建ち、三角点もある。
オフロード車であれば、山頂まで道路を利用して移動できる。
藩境の山である三哲山は明治維新時の戊辰戦争では秋田戦争の舞台となり、緒戦から終戦まで戦闘が繰り広げられた。南部藩は三哲山に兵を配備して、佐竹藩への攻撃を計画した。